# Moconesi
Moconesi é uma comuna italiana da região da Ligúria, província de Génova, com cerca de 2.558 habitantes. Estende-se por uma área de 16 km², tendo uma densidade populacional de 160 hab/km². Faz fronteira com Cicagna, Favale di Malvaro, Lorsica, Montebruno, Neirone, Torriglia, Tribogna.

## Demografia
| Variação demográfica do município entre 1861 e 2011                               |
|                                                                                   |
| Fonte: Istituto Nazionale di Statistica (ISTAT) - Elaboração gráfica da Wikipedia |